# Xylographus suillus
Xylographus suillus es una especie de coleóptero de la familia Ciidae.

## Distribución geográfica
Habita en Guatemala.